# Wrong Direction
"Wrong Direction" é o lead single do EP Half Written Story da cantora americana Hailee Steinfeld . Foi lançado em 1 de janeiro  de 2020, pela Republic Records, o clipe foi lançado no dia 8 de janeiro de 2020. A faixa entrou no top 10 da parada da Nova Zelândia, chegando a 9ª posição, chegou a 61ª na parada da Irlanda e 71ª posição na parada oficial da Escócia.  

## Antecedentes e lançamento
Especula-se que a música seja sobre a separação de Steinfeld do ex-namorado Niall Horan em dezembro de 2018. Também se presume que seu título seja destinado à banda One Direction, de Horan, que está atualmente em hiato. "Wrong Direction" seria um trocadilho com "One Direction".

## Paradas
| Chart (2020)                     | Picon position |
| -------------------------------- | -------------- |
| Ireland (IRMA)                   | 61             |
| New Zealand Hot Singles          | 9              |
| Escócia (Scottish Singles Chart) | 71             |